# Torre dei Tornaquinci
La torre dei Tornaquinci è stata un edificio civile del centro storico di Firenze, situato in piazza del Mercato Vecchio, in angolo con via dei Ferravecchi (oggi rispettivamente piazza della Repubblica e via degli Strozzi). Fu demolita nel 1356 per allargare l'accesso alla zona del Mercato.

## Storia e descrizione
La torre è citata nell'estimo dei danni fatti dai ghibellini ai guelfi nel 1260, dopo la battaglia di Montaperti, come appartenente a Jacopo dei Tornaquinci in consorteria con Ubaldino dei Marabottini. Con la rivincita dei guelfi nella battaglia di Benevento (1266) i membri esiliati della famiglia fecero rientro in città e ripararono le loro possessioni. Nel 1292 i Tornaquinci vennero esclusi dalle magistrature quali "magnati", secondo i nuovi ordinamenti di Giano della Bella, ma alcuni di essi si dichiarano "popolani" cambiando il nome in Tornabuoni. 
La torre, che si era salvata dalle vendette delle fazioni, venne demolita nel 1356 su iniziativa dei Signori del Comune, poiché la sua posizione sporgente sulla strada compiva una strozzatura che ostacolava sia l'accesso alla piazza del Mercato, che la corsa dei Barberi, il tradizionale palio equestre che in questo punto costringeva i cavalli senza fantino a una pericolosa curva. Il terreno su cui sorgeva la torre rimase di proprietà del Comune. Nel catasto del 1427 risultano proprietari delle case di questo angolo i Borromei, che le davano a pigione, tra gli altri anche a un membro degli Alfieri Strinati, famiglia proprietaria delle case vicine. 
Della torre vennero trovate le fondazioni durante gli scavi seguenti le demolizioni del 1890. Oggi su questo sito sorge la via degli Strozzi allargata, al di sotto dell'enfatico Arcone di Piazza.
Ai Tornaquinci appartenne anche una torre nel contado, in località San Donnino, tuttora esistente.